# Olea de Boedo

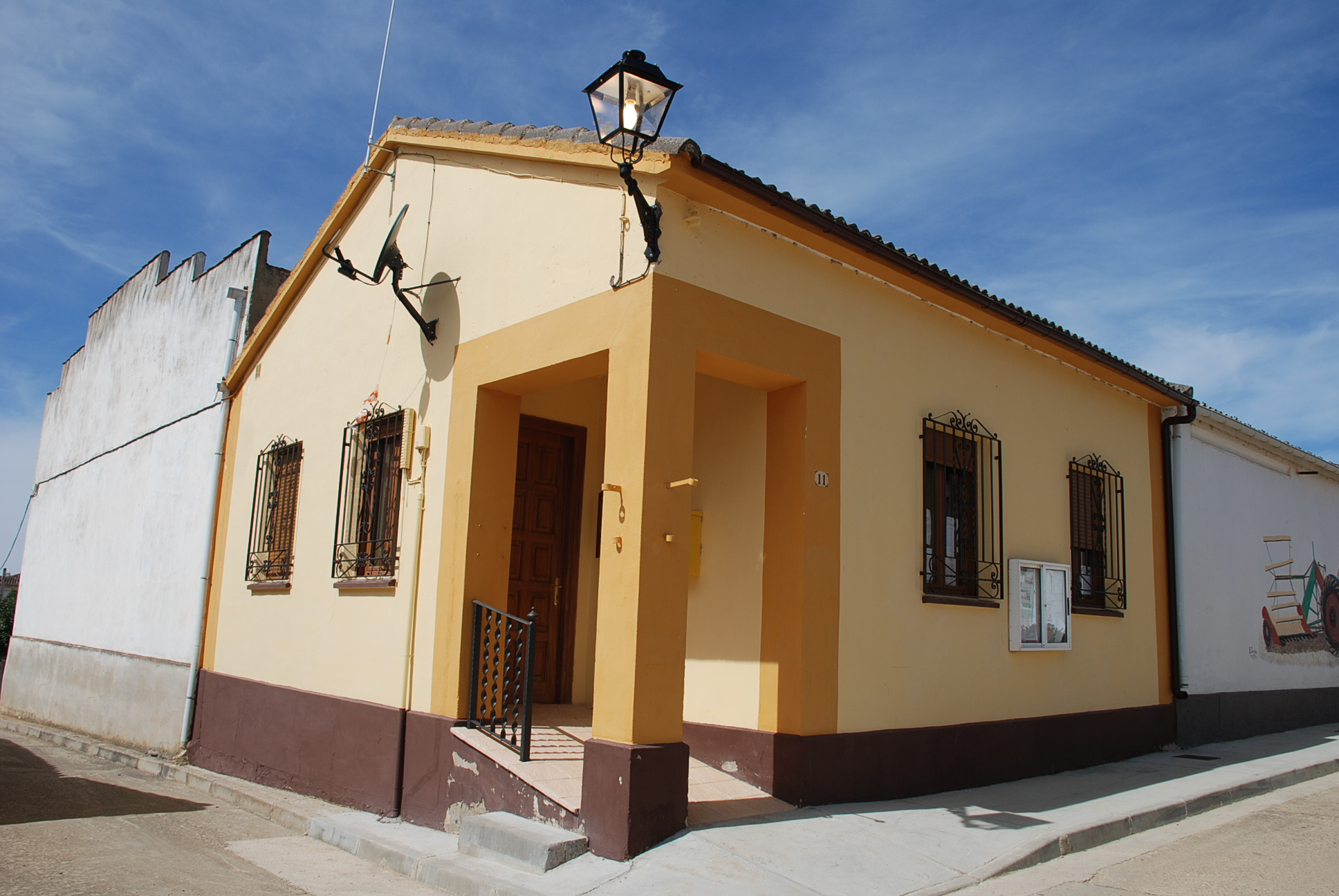
Ayuntamiento.

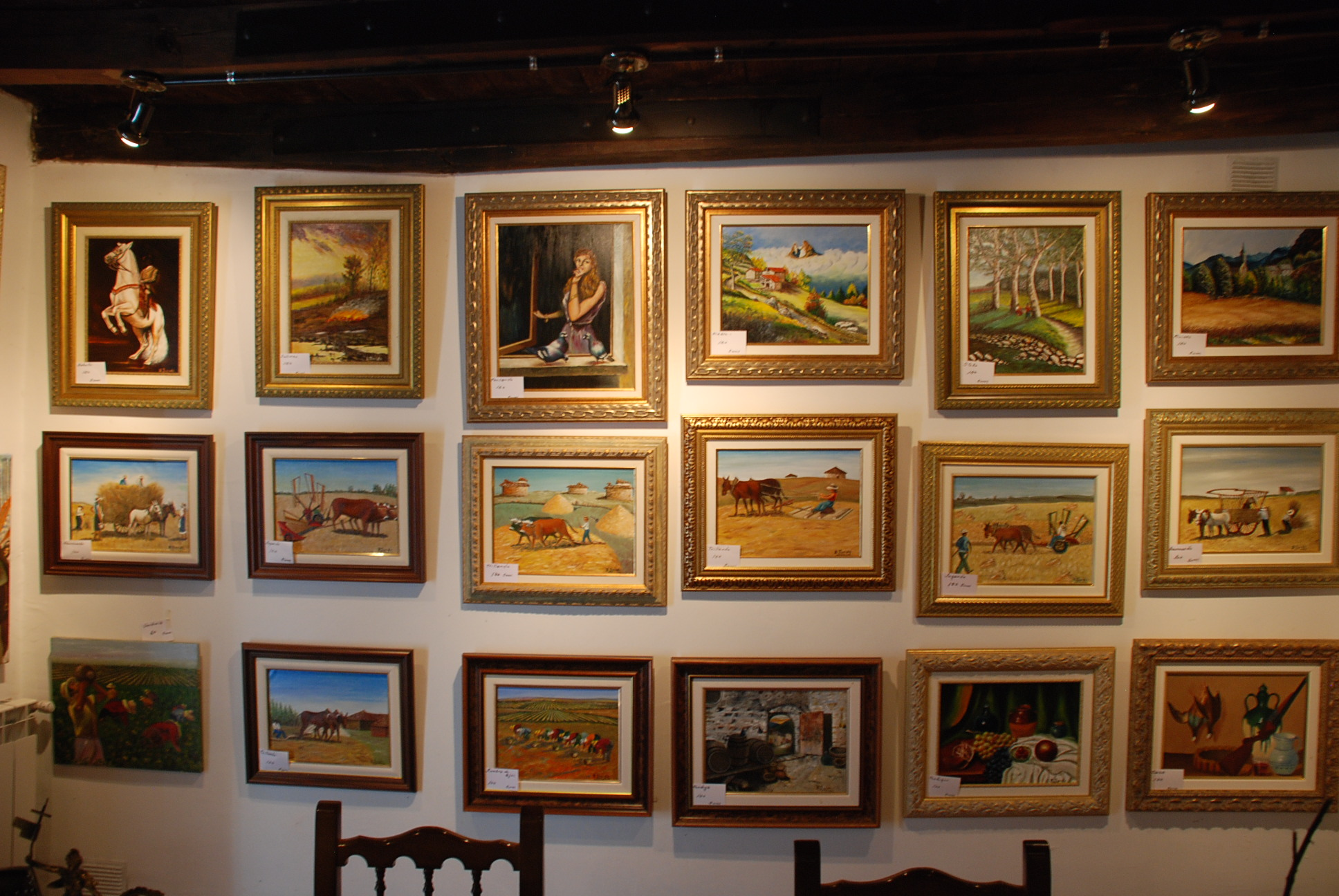
Casa Museo del pintor natural de Olea, Don Benjamín Jorde.

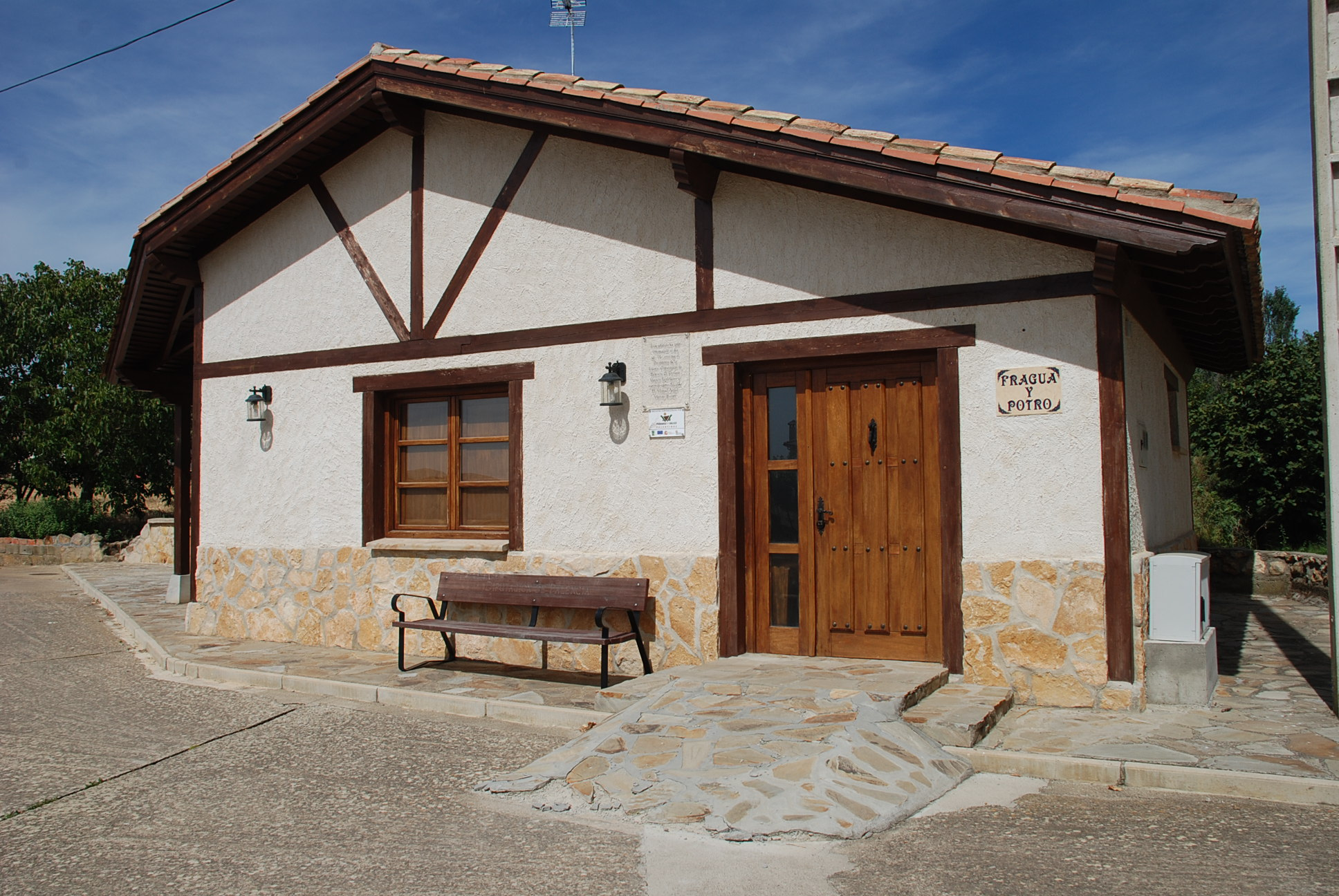
Antigua fragua y potro. Actualmente el edificio sirve como centro cultural

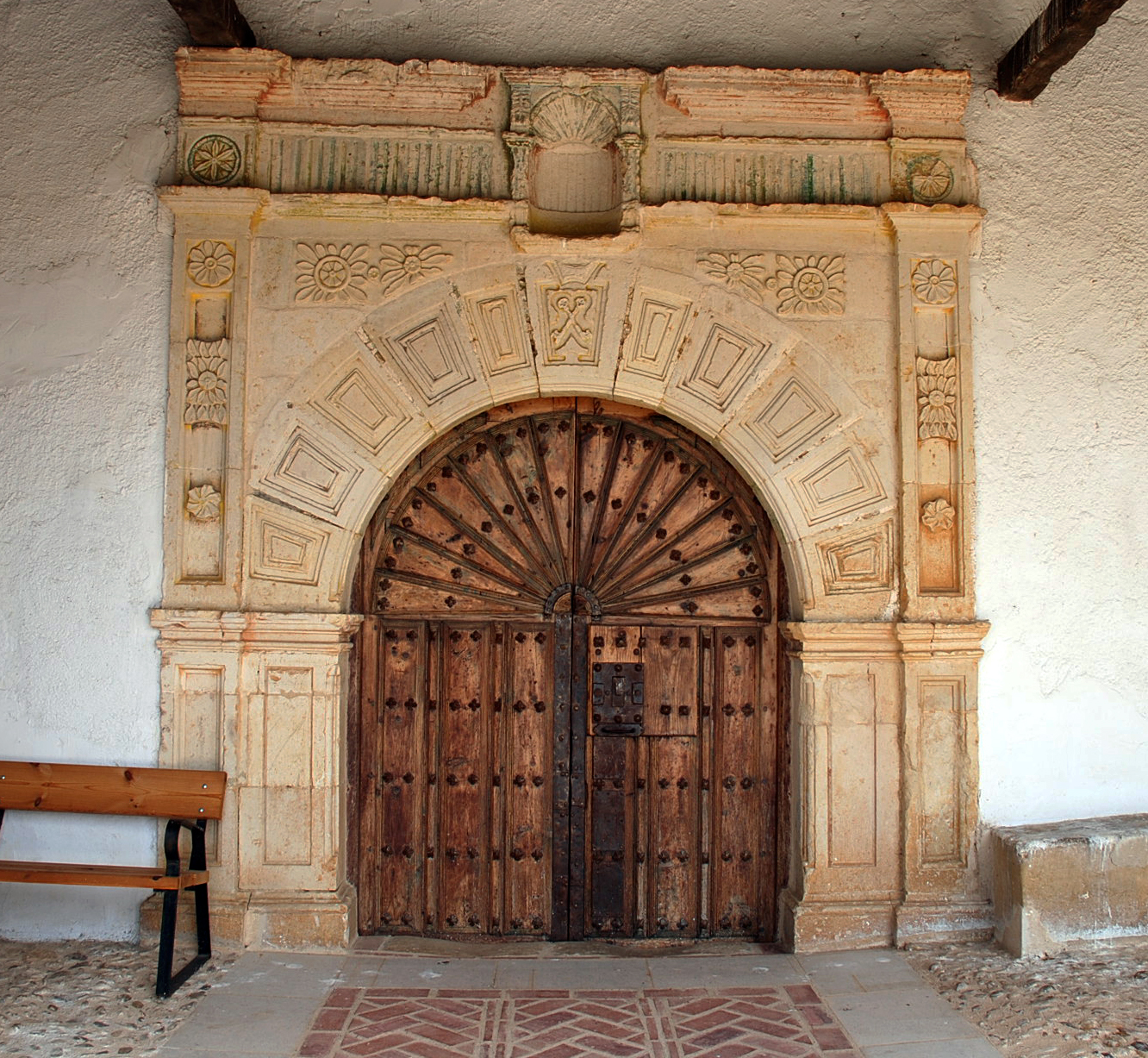
Pórtico barroco de la iglesia de San Juan Bautista

Olea de Boedo es un municipio en la comarca de Boedo-Ojeda de la provincia de Palencia, comunidad autónoma de Castilla y León, España. Cuenta con una población de 39 habitantes (INE 2024).

## Geografía
Tiene un área de 8,23 km² con una población de 40 habitantes (INE 2007) y una densidad de 5,10 hab/km².
A 83 km de Palencia, se toma la A-67 desde allí hasta Frómista y continuar por la N-611 hasta Osorno la Mayor. Desde allí, acceder por la P-232 hasta Sotobañado y Priorato y proseguir por la P-233 hasta Olea de Boedo.

## Patrimonio
- Casco urbano.
- Antigua fragua y potro rehabilitados como centro cultural junto a zonas ajardinadas
- Iglesia de San Juan Bautista.
- Casa Museo de Benjamín Jorde.
- Fiestas de la Paella y el buen clima vecinal destacan en la comarca.

## Geografía humana

### Demografía
Cuenta con una población de 39 habitantes (INE 2024).
| Gráfica de evolución demográfica de Olea de Boedo entre 1842 y 2021 |
| |
| Población de derecho según los censos de población del INE Población de hecho según los censos de población del INEEn estos censos se denominaba Olea: 1842, 1857, 1860, 1877, 1887, 1897, 1900 y 1910 |

| 1900 | 1910 | 1920 | 1930 | 1940 | 1950 | 1960 | 1970 | 1981 | 1991 | 1996 | 2001 | 2004 | 2006 |
| 184  | 180  | 150  | 158  | 114  | 156  | 146  | 103  | 60   | 36   | 49   | 44   | 42   | 42   |